# Polanco (Spanyolország)
Polanco egy község Spanyolországban, Kantábria autonóm közösségben. Polanco Torrelavega, Santillana del Mar, Suances, Miengo és Piélagos községekkel határos. Lakosainak száma 6239 fő (2024).

## Népesség
A település népessége az elmúlt években az alábbi módon változott:
| Lakosok száma | 3622 | 3857 | 4224 | 4764 | 5486 | 5633 | 5850 | 5896 | 6126 | 6239 |
|               | 2001 | 2004 | 2007 | 2009 | 2012 | 2014 | 2017 | 2019 | 2022 | 2024 |